# Fawn McKay Brodie
Pour les articles homonymes, voir McKay et Brodie.
Œuvres principales
Thomas Jefferson: An Intimate History
Fawn McKay Brodie est une auteure américaine (1915-1981) qui rédigea une biographie très controversée sur le président américain Thomas Jefferson. Dans le livre Thomas Jefferson: An Intimate History (qui sera aussi un des best-sellers de l'année 1974), elle fit grand cas de la longue histoire amoureuse qu'eut le président Jefferson avec une esclave noire en fuite, Sally Hemings.
Parmi ses autres ouvrages, on peut mentionner Thaddeus Stevens, Scourge of the South et sa biographie de l'explorateur britannique Richard Francis Burton. Elle est aussi l'auteur de la première biographie non-hagiographique de Joseph Smith, fondateur du mormonisme : No Man Knows My History: The Life of Joseph Smith, the Mormon Prophet.

## Biographie
Née le septembre 1915 dans une famille mormone, Fawn M. Brodie était la nièce de l'apôtre David O. McKay (devenu plus tard président de l'Église). Malgré le prestige de ce lien familial, les parents de Brodie vivaient dans une relative pauvreté. La mère de Brodie était mormone mais sceptique. Elle considérait l'Église de Jésus-Christ des saints des derniers jours comme un « merveilleux ordre social » mais en rejetait certains de ses dogmes et « haïssait les cérémonies du temple ».
Fawn B. Brodie obtint en 1934 un Bachelor of Arts en littérature anglaise à l'université d'Utah où sa mère l'envoya étudier plutôt qu'à l'université Brigham Young. Elle obtint un Master of Arts en 1936. Au fur et à mesure de ses études, Brodie eut de plus en plus de doutes quant à la véracité du mormonisme. Elle finit par perdre la foi et décrit cet épisode comme suit : « C'était comme retirer un épais manteau en été. Le sentiment de liberté que j'eus à l'université de Chicago était exaltant. J'ai rapidement senti que je ne pouvais revenir à l'ancienne vie, et jamais je ne le fis ».
En 1939, elle fit part à ses proches de son intention d'écrire une biographie de Joseph Smith et commença ses recherches, ralenties par la naissance de ses enfants. En 1945, elle publia enfin la biographie du fondateur du mormonisme : No Man Knows My History. En 1946, elle fut excommuniée de l'Église.
Brodie fut ensuite peu à peu fascinée par la psychohistoire, à savoir l'application de théories de la psychanalyse à l'étude de personnalités historiques. Elle publia en 1959 Thaddeus Stevens: Scourge of the South, et en 1967 The Devil Drives: A Life of Sir Richard Burton, tous deux salués par la critique. En 1974, elle publia une biographie controversée sur le président américain Thomas Jefferson : Thomas Jefferson: An Intimate History (qui fut aussi un des best-sellers de l'année). Si les cercles littéraires furent très positifs, les historiens se montrèrent critiques vis-à-vis du livre.
Par la suite, Brodie envisagea d'écrire la biographie de Brigham Young, prophète mormon, puis décida d'écrire celle de Richard Nixon. Atteinte d'un cancer, Brodie éprouva de grandes difficultés à poursuivre son travail. Richard Nixon: The Shaping of His Character fut publié inachevé en 1981 et les critiques se montrèrent peu enthousiastes. Brodie décéda neuf mois avant la publication du livre, le 10 janvier 1981.

## Ouvrages

### No Man Knows My History: The Life of Joseph Smith
En 1945, Fawn M. Brodie publia une biographie de Joseph Smith. Rejetant totalement les aspects surnaturels de la vie de Joseph Smith, Fawn M. Brodie le présente comme un « génie de l'improvisation ». Le titre du livre fait allusion à une réflexion de Joseph Smith peu avant son assassinat en 1844. Pour l'auteur, Joseph Smith est un jeune chasseur de trésor extraverti, qui, dans l'espoir d'améliorer le quotidien familial, invente l'existence de plaques d'or et un récit religieux, le Livre de Mormon, sur la base d'un ouvrage antérieurm Vue des Hébreux, écrit par un pasteur protestant. Elle voit dans le Livre de Mormon un reflet des préoccupations du XIXe siècle et déclare même que la vocation religieuse de Joseph Smith ne s'affirma que bien après la parution du livre. Pour Brodie, Joseph Smith est un imposteur qui petit à petit finit par se convaincre qu'il est bien un prophète.
Le livre fut accueilli très positivement dans les cercles non-mormons et par les historiens. Il fut décrit comme « une biographie bien écrite... le travail d'une scientifique mûre qui représente le premier effort pour assembler les preuves contradictoires au sujet du début de la vie de Smith ». L'historien Dale L. Morgan, spécialiste de l'histoire du mormonisme, le considérait comme « le meilleur travail d’étude réalisé dans l’histoire mormone », saluant « l’étendue des recherches…, l’objectivité du point de vue…, la richesse de sa prose… ».
Plusieurs mormons protestèrent. Le livre était en effet en contradiction avec l'autobiographie de Joseph Smith publiée par l'Église de Jésus-Christ des saints des derniers jours. Celle-ci excommunia Brodie en 1946. De nombreux défenseurs du mormonisme ont depuis critiqué l'ouvrage et dénoncé le fait que Brodie pas historienne de formation. L'un d'entre eux, Hugh Nibley, publia en 1946 un pamphlet intitulé No, Ma'am, That's Not History. Dans celui-ci, Nibley dénonça les parallèles historiques proposés par Brodie ainsi que la « théorie que toutes les pensées et actions du prophète étaient le résultat d’une évolution lente et graduelle ». Reconnaissant que le livre de Brodie « n’était pas animé par la haine », il s’en prit cependant à l’image laissée d’un « imposteur complet mais aux bonnes intentions ». Selon lui, « cette interprétation humaine du prophète rendait les choses pires » car elle présentait Joseph Smith comme « un personnage plus plausible » que la représentation qu'en donnaient précédemment les ouvrages hostiles au mormonisme.
L'ouvrage fut cependant considéré comme la première étude scientifique sérieuse sur le mormonisme et le point de départ de l'approche de ce mouvement comme objet d'étude.

### Thaddeus Stevens: Scourge of the South
Brodie s’intéressa ensuite au personnage de Thaddeus Stevens. Au cours de son travail de recherches, elle commença à s’intéresser à la psychohistoire, qui étudie les événements historiques au travers des motivations psychologiques des protagonistes. Afin de mieux cerner le personnage, elle consulta divers psychanalystes (entre autres Ralph R. Greenson).
La biographie de Thaddeus Stevens, publiée en 1959, fut saluée par la critique, ainsi que par des historiens spécialistes de la guerre civile américaine, comme David Herbert Donald et C. Vann Woodward.

### The Devil Drives: A Life of Sir Richard Burton
Brodie publia en 1967 une biographie de Richard Francis Burton. Pour celle-ci aussi, elle consulta plusieurs psychanalystes afin de mieux cerner les motivations intimes du personnage. Les critiques furent positives et le livre fit partie de la sélection du Literary Guild Book Club et du History Book Club.

### Thomas Jefferson: An Intimate History
La publication de trois biographies saluées par la critique permit à Brodie de devenir professeur d’histoire à l’université de Californie (bien qu’elle n’eût pas suivi une formation d’historienne). Plusieurs éditeurs la pressèrent d’écrire une biographie de Brigham Young, successeur de Joseph Smith à la tête de l'Église de Jésus-Christ des Saints des Derniers Jours. Mais Brodie préféra s’intéresser à Thomas Jefferson.
La biographie de Thomas Jefferson fut publié en 1974 et connut un énorme succès auprès du public (80 000 exemplaires + 270 000 en livre de poche). Saluée par les critiques littéraires, elle reçut cependant un accueil beaucoup plus mitigé chez les historiens en raison des spéculations de Brodie. Une de ses thèses les plus critiquées fut l’affirmation que Jefferson avait entretenu une liaison sexuelle avec Sally Hemings, une esclave noire. En 1998, des tests ADN donnèrent pourtant raison à Brodie en révélant qu’un des enfants de Sally Hemings était bien de Jefferson.

### Richard Nixon: The Shaping of His Character
Après la publication de la biographie de Thomas Jefferson, Brodie envisagea d’écrire enfin celle de Brigham Young. Mais elle abandonna le projet pour rédiger celle de Richard Nixon.
En 1977, elle délaissa l’écriture du livre lorsque les médecins diagnostiquèrent qu’elle était atteinte d’un cancer. Elle s’y remit cependant par la suite, sentant sa mort proche, tentant d’achever son dernier ouvrage, sans y parvenir. Elle mourut en janvier 1981 et la biographie de Nixon, bien qu’incomplète, fut publiée neuf mois plus tard.

#### Ouvrages de Fawn McKay Brodie
- (en) Fawn M. Brodie, No Man Knows My History: The Life of Joseph Smith, 1945, Vintage, 2e édition révisée, 1995, 576 pages  (ISBN 0679730540)
- (en) Fawn M. Brodie, Thaddeus Stevens: Scourge of the South, W. W. Norton & Company, 1959, 452 pages  (ISBN 0393003310)
- (en) Fawn M. Brodie, The Devil Drives: A Life of Sir Richard Burton, 1967, Eland Publishing Ltd, édition révisée, 2003, 480 pages  (ISBN 0907871232)
- (en) Fawn M. Brodie, Thomas Jefferson: An Intimate History, 1974, W. W. Norton & Company, édition révisée, 1998, 594 pages  (ISBN 0393317528)
- (en) Fawn M. Brodie, Richard Nixon: The Shaping of His Character, W.W. Norton Publishing, 1981  (ISBN 0393014673)

#### Autres références
- (en) Newell G. Bringhurst, Fawn McKay Brodie: A Biographer's Life, University of Oklahoma Press, 1999, 350 pages  (ISBN 0806131810)
- (en) Jan Shipps, Sojourner in the Promised Land: Forty Years among the Mormons, University of Illinois Press, 2006, 416 pages  (ISBN 0252073835)
- (en) Hugh Nibley, No, Ma'am, That's Not History, Bookcraft, 1946